# Jacqueline Bakker
Jacqueline Emilie Maria Bakker (Haarlem, 4 juli 1962) is een voormalig Nederlands softbalteaminternational, softbalcoach bij Kinheim en fysiotherapeut aldaar. 

## Softbal
Bakker begon met softballen bij BVC Bloemendaal toen ze 9 jaar was, omdat ze langs de deur speelsters gingen werven. Ze mocht spelen in een selectieteam uit Haarlem toen ze 14 jaar oud was en op haar 16e zat ze in Jong Oranje. Op haar 20e, in 1982, speelde ze in het Nederlands team. Haar voornaamste positie was catcher en buitenvelder. Ze stond  bekend omdat ze een lange vrouw is, wat niet vaak voorkomt bij catchers en ze geen legguards (knie/scheen) droeg, maar losse kniebeschermers. 

### Heden
Nu, in 2013, is ze coach van het Kinheim Junioren 2 Softbal team, en is ze erg actief bij Kinheim.

## Trivia
- Haar bijnaam in de tijd van het Nederlands team was Jacq Bak of Bakkie.